# Myristica bialata
Espèce
Synonymes
- Palala bialata Kuntze[2]

Myristica bialata est une espèce de plantes de la famille des Myristicaceae.

## Liste des variétés
Selon Catalogue of Life (11 avril 2019) :
- variété Myristica bialata var. brevipila

## Publication originale
- Blumea 40(2): 264. 1995.